# 망자 (단편소설)

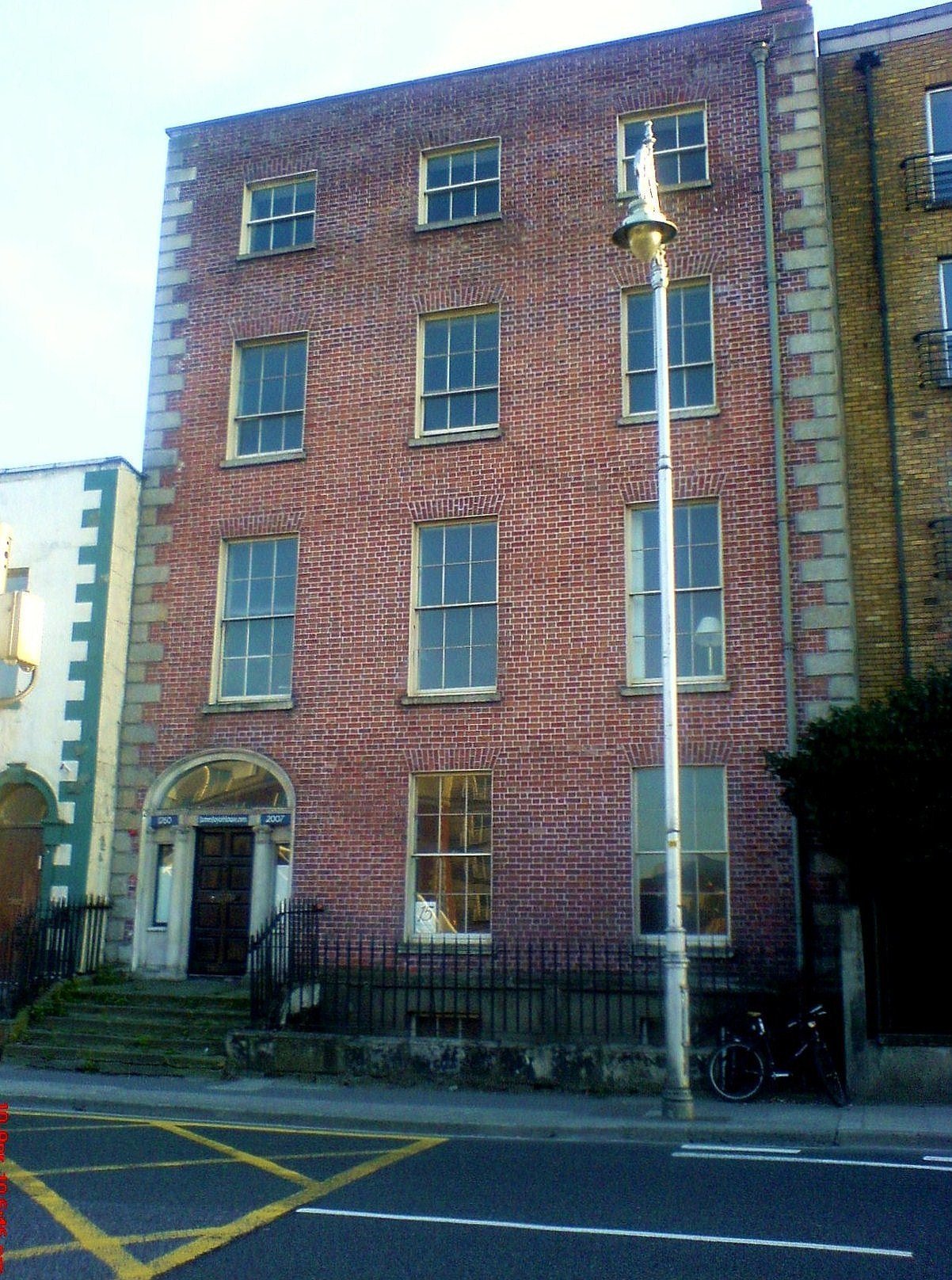

《망자》(영어: The Dead)는 제임스 조이스가 쓴 단편소설로 《더블린 사람들》에 실려 있다. 이 소설은 《더블린 사람들》에 실린 단편들 중에서 가장 길다.

## 등장인물
- 가브리엘 콘로이 - 대학 교수
- 케이트 모컨과 줄리아 모컨 - 가브리엘과 메리 제인의 이모
- 메리 제인 모컨 - 케이트와 줄리아의 조카딸
- 릴리 - 하녀
- 그레타 콘로이 - 가브리엘의 아내
- 몰리 아이버스 - 가브리엘의 동창
- 브라운 씨 - 손님
- 프레디 멜린스 - 가브리엘의 친구
- 바텔 다시 - 은퇴한 테너

## 줄거리
자매인 케이트 모컨과 줄리아 모컨이 연례대로 크리스마스 파티를 연다. 집에는 여러 손님들이 찾아오고, 조카인 가브리엘 콘로이는 아내인 그레타와 함께 예정보다 늦게 도착한다. 그는 대학 교수로 재직하면서 문예 평론을 하는 사람이다. 파티가 시작되고 가브리엘은 아일랜드 민족주의자가 된 몰리 아이버스와 마주치게 된다. 그녀는 그가 친영국 성향의 신문에 비평문을 개제하는 사실을 들먹이며 그가 '친영파(West Briton)'라고 조롱한다. 가브리엘은 그녀에게 아일랜드가 짜증난다고 한 소리한다. 언짢아하는 가브리엘을 뒤로 하고 케이트 모컨과 줄리아 모컨이 조카딸인 메리 제인의 반주에 맞춰 성악을 한다. 저녁 식사가 준비되고 파티에 모인 사람들은 과거에 대한 향수와 노래에 대해 서로 이야기하고 권주가를 부른다. 가브리엘은 미리 준비한 연설문을 낭독한다. 파티가 계속되는 사이에 눈이 내리고 손님들은 저마다 집을 떠난다. 참석자 중 한 명이었던 바텔 다시가 옛 노래를 부르자 그레타가 조용히 듣는다. 가브리엘과 그레타는 곧 집을 떠나 호텔에 들어간다. 호텔에서 가브리엘은 그레타를 보고 욕정에 사로잡힌다. 그러나 그레타의 얼굴은 본 가브리엘은 그녀가 평상시와 다르다는 사실을 알게 된다. 가브리엘은 그녀에게 무슨 일이 있었냐고 물어보고, 그녀는 노래를 듣다 어린 시절 사랑했던 소년을 떠올리게 되었다고 이야기한다. 그 소년은 그녀가 고향을 떠날 때 비를 맞고 그녀를 기다리다 죽어버렸다. 가브리엘은 순수한 사랑을 가졌던 소년과 비교되는 자신의 모습을 보며 깊은 상념에 잠긴다.

## 평가
뉴욕 타임스의 댄 베리는 《망자》에 대해 '영어로 쓰여진 단편소설 중 가장 좋은 작품'라고 평하였다. T. S. 엘리엇은 '지금까지 쓰여진 것 중 가장 뛰어난 단편소설'이라고 평하였다. 조이스 전기작가이자 비평가인 리처드 엘먼은 '모든 산 자와 죽은 자들이 보내는 서정적이고 구슬픈 이야기덕분에, 《망자》는 조이스의 작품들 중 정수에 속한다'고 평하였다. 코넬 대학교에서 조이스를 연구하는 대니얼 R. 슈바츠는 '애정과 격정뿐만 아니라 안타까운 사랑과 좌절된 개인적, 사회적 기대에 대한 훌륭한 소설'이라고 평하였다.

## 개작
- 1967년에 휴 레너드는 동명의 단막극을 지었다.[5]
- 1987년에 존 휴스턴은 동명의 영화를 제작하였다. 그레타 콘로이 역에 안젤리카 휴스턴, 가브리엘 콘로이 역에 도넬 맥컨이 맡았다.[6] 이 영화는 휴스턴의 유작이다.[7]